# Мордвинов, Семён Александрович
Семён Алекса́ндрович Мордви́нов (30 марта 1825 — 14 января 1900, Санкт-Петербург) — высокопоставленный русский чиновник из рода Мордвиновых, сын сенатора А. Н. Мордвинова, действительный тайный советник, член Государственного совета Российской империи.

## Биография
Унаследовал после смерти отца родовое имение в Порховском уезде Псковской губернии (1040 десятин на 1881 год). Окончил кандидатом юридический факультет Санкт-Петербургского университета.

### Служебная карьера
19 октября 1845 года определён в Петербургскую казённую палату канцелярским чиновником с чином коллежского секретаря (приказом от 30.06.1846 года).16 ноября назначен младшим помощником контролёра, с апреля 1846 года состоял и. д. столоначальника и с 20 июня был утверждён в должности.
Чины: титулярный советник (1847), коллежский асессор (1851), надворный советник (1853), коллежский советник (1858), статский советник (1861), действительный статский советник (1863), тайный советник (1872), действительный тайный советник (1895).
С августа 1848 года прикомандирован к Департаменту разных податей и сборов для особых занятий при и.д. тов. министра финансов И. М. Ореусе, в конце октября был переведён в департамент в число чиновников для усиления отделения по земским повинностям, 15 мая 1849 был причислен к департаменту, годом позже — 15 мая 1850 назначен младшим столоначальником. 27 июля 1851 Мордвинову поручено производить дела по общему присутствию департамента.
11 ноября 1852 года Мордвинову поручено управлять временным отделением департамента.
15 мая 1856 года уволен в отпуск на 4 месяца, позже 7 сентября 1856 года был уволен по болезни от службы, 6 декабря 1857 опять определён на службу.
С 23.01.1861 по 05.07.1863 был членом Псковской временной комиссии по крестьянским делам.
10 марта 1862 года Мордвинов был назначен членом Комиссии при министерстве финансов для начертания проекта положения об акцизе с питей в империи, в 1863 переведен в Министерство внутренних дел и причислен к нему.
Был назначен старшим председателем Петербургской судебной палаты и сенатором (21.04.1876), Мордвинову поручались министром юстиции ревизии делопроизводства судов округа Петербургской судейской палаты. 01 01.1880 назначен членом Совета по тюремным делам, 2.01 ему была поручена ревизия делопроизводства судов округа Петербургской судейской палаты; в мае был назначен членом Комиссии для рассмотрения проекта общего наказа о внутреннем распорядке в судейских учреждениях; 10 июня назначен в ГКД сената.
Был одним из четырёх сенаторов-ревизоров, избранных в 1880 году М. Т. Лорис-Меликовым
В мае 1896 года присутствовал на коронационных торжествах в Москве.

### В Государственном совете
До назначения был причислен к Государственным канцлером сверх штата, с апреля 1858 года и. д. экспедитора, был экспедитором (02.01.1859-21.03.1862), с 04.07.1884 года был членом Особого присутствия всеподобных жалоб на определения депутатов Сената. С 12 апреля 1895 был членом Особой комиссии для предварительного обсуждения представления министров юстиции и финансов по проекту устава о векселях, позже членом Особого совещания для предварительного рассмотрения проекта Уголовного уложения.
14 декабря 1900 после смерти Мордвинова вдове назначено 3000 рублей на покрытие издержек по погребению, 21 декабря того же года пенсия 5000 р. в год и дочери Ольге до замужества 2000р. Ещё вдове 2000 р. на покрытие долгов мужа и 1500р. на памятник на его могиле. До 1912 г. продлевалась аренда мужа (Мордвинова).

## Награды и почётные звания
В 1856 г. 26.08 получил тёмно-бронзовую медаль в память войны 1853-56, в 1861 г. серебряная медаль за труд по освобождению помещичьих крестьян, в 1866 г. получил орден Владимира 3 степени. 13.12.1868 г. был награждён орденом Станислава 1 степени, с 1876 по1883- ордена Анны 1 стетени,Владимира 2 степени, орден Белого орла, Александра Невскаго. В 1896 году получил серебряную медаль в память царствования Александра III, серебряная медаль в память коронования Николая II, серебряная медаль в память Николая I. В 1897 получил темно-бронзовую медаль за труды по первой всеобщей переписи населения. С 1895 по 1899 продлевалась аренда.

## Семья
Первая жена — Мария Алексеевна Авдулина (1822—1883), вдова С. А. Авдулина (1811—1855), сестра видных государственных деятелей Дмитрия и Николая Милютиных. Их дочь:
- Александра (22.06.1866 — не ранее 1903), в первом браке с 1886 года за С. Ф. Саловым, во втором — за Кобзаренко.

Вторая жена — Елизавета Ивановна Гудкова (умерла не ранее 1914).
- Елизавета (13.03.1873) родилась до брака, узаконена 30.11.1881 году, в замужестве Кириакова.
- Ольга (05.05.1883 — не ранее 1915).